# Cyclocephala dilatata
Cyclocephala dilatata är en skalbaggsart som beskrevs av Heinrich Bernward Prell 1934. Cyclocephala dilatata ingår i släktet Cyclocephala och familjen Dynastidae. Inga underarter finns listade i Catalogue of Life.